# Halmstad City Airport
Luchthaven Halmstad (IATA: KMD, ICAO: ESMK) is een luchthaven ten noordoosten van Halmstad (Halland), Zweden. Sinds 2006 wordt de luchthaven bestuurd door Halmstads Flygplats AB, waarvan de gemeente Halmstad eigenaar is.